# Embernagra
Genre
Embernagra est un genre de passereaux de la famille des Thraupidae.

## Liste d'espèces
D'après la classification de référence du Congrès ornithologique international (ordre phylogénique) :
- Embernagra platensis (Gmelin, 1789) - Embernagre à cinq couleurs
- Embernagra longicauda Strickland, 1844 - Embernagre du Brésil